# Deanea
Deanea is een geslacht van sponsdieren uit de klasse van de Hexactinellida.

## Soort
- Deanea virgultosa Bowerbank, 1875